# Hugo Maradona
Hugo Maradona, vollständiger Name Hugo Hernán Maradona Franco (* 9. Mai 1969 in Lanús, Buenos Aires; † 27. Dezember 2021 in Monte di Procida), war ein argentinischer Fußballspieler und -trainer.

## Persönliches
Der „Turquito“ genannte, 1,68 Meter große Mittelfeldakteur Hugo Maradona war der jüngste Bruder von Diego Maradona. Er wurde in Lanús, einer Vorstadt im Ballungsraum Gran Buenos Aires, geboren. Sein Vater Diego Maradona Senior („Don Diego“ oder „Chitoro“; 1927–2015) war indigener Herkunft, die Mutter Dalma Salvadora Franco („Doña Tota“; 1930–2011) hatte italienische Vorfahren. Die Eltern gehörten der armen, sozial benachteiligten Bevölkerungsschicht an, die man in Argentinien abfällig als „Cabecitas negras“ (Schwarzköpfchen) bezeichnete und stammten ursprünglich aus der ländlich geprägten Provinz Corrientes. Nach vier Töchtern war „Diegito“ ihr erster Sohn. Mit ihren insgesamt acht Kindern bewohnte die Familie eine ärmliche Behausung ohne Strom oder fließendes Wasser in Villa Fiorito, einer Elendssiedlung am südlichen Rand der Millionenmetropole. Die Lebensbedingungen in dieser Villa Miseria waren durch Kriminalität und eine unzureichende Infrastruktur gekennzeichnet. Während „Don Diego“ einer schlecht bezahlten Arbeit in einer Tiermehlfabrik nachging, kümmerte sich die dominante und streng katholische Mutter um den Haushalt und die Kindererziehung. Hugos älterer Bruder Raúl (* 1966) wurde ebenfalls Profifußballer.
Hugo Maradona erlag am 27. Dezember 2021 im Alter von 52 Jahren in seinem Haus in Monte di Procida bei Neapel einem Herzinfarkt. Er hinterließ seine Frau, zwei Töchter und einen Sohn.

## Spielerkarriere

### Verein
Nachdem er bereits der Jugendmannschaft der Argentinos Juniors angehört und am 16. März 1986 bei der 2:3-Niederlage gegen die Boca Juniors in der Primera División debütiert hatte, stand er zu Beginn seiner Karriere in den Spielzeiten 1985/86 und 1986/87 im Kader des Erstligisten, für den er in diesem Zeitraum 19 Erstligapartien absolvierte und einen Treffer erzielte.
Anschließend wechselte er nach Italien zur SSC Neapel, konnte sich jedoch nicht durchsetzen und wurde an Ascoli Calcio verliehen. Er wurde 13-mal (kein Tor) beim Klub aus der Region Marken 1987/88 in der Serie A eingesetzt. 
In der Saison 1988/89 bestritt er 35 Spiele (sechs Tore) in der spanischen  Segunda División bei Rayo Vallecano und stieg mit dem spanischen Verein in die Primera División auf. In der Erstligaspielzeit 1989/90 fügte er seiner Einsatzstatistik 29 Ligapartien und drei Tore hinzu.
1990/91 lief er dreimal (kein Tor) für Rapid Wien in der österreichischen 1. Bundesliga auf. In derselben Saison wird auch eine Station in Venezuela bei Deportivo Italia für ihn geführt.
1992 spielte er in der uruguayischen Primera División für den Club Atlético Progreso. In jenem Jahr wechselte er nach Japan. Dort war er fortan 1992, 1993 und 1994 bei Future Shizuoka aktiv und traf bei 49 Ligaeinsätzen 31-mal ins gegnerische Tor. Fukuoka Blux im Jahr 1995 (27 Spiele / 27 Tore), Avispa Fukuoka 1996 (21/8) und Consadole Sapporo von 1997 bis 1998 (56/15) waren seine nachfolgenden Arbeitgeber. 
Als letzte Karrierestation wird in der Saison 1999/00 der argentinische  Club Almirante Brown für ihn geführt. Beim seinerzeit in der Nacional B spielenden Klub beendete er 1999 seine Karriere. 236 Spiele und 100 Tore standen am Karriereende insgesamt für ihn zu Buche.

### Nationalmannschaft
Maradona war Mitglied der argentinischen U-16-Auswahl. Mit ihr gewann er bei der U-16-Südamerikameisterschaft 1985 im heimischen Argentinien den Titel. Dabei steuerte er beim 3:2-Sieg über Brasilien zwei Treffer bei. Er gehörte ebenfalls dem Kader Argentiniens bei der U-16-Weltmeisterschaft 1985 in der Volksrepublik China an. Dort kam er in allen drei Gruppenspielen zum Einsatz und erzielte zwei Treffer. Sein Team schied jedoch bereits in der Vorrunde aus.

## Nach der aktiven Karriere/Trainertätigkeit
2001 trainierte er im Rahmen eines geplanten Comebacks, das jedoch schließlich nicht stattfand, bei Miami Fusion in der Major League Soccer mit. In jenem Jahr ließ Maradona sich mit seiner Frau in Boynton Beach im US-Bundesstaat Florida nieder und eröffnete eine Bäckerei in Greenacres. Von 2004 bis 2006 trainierte er die Puerto Rico Islanders.